# C/1833 S1 Dunlop
La Cometa Dunlop, formalmente indicata C/1833 S1 (Dunlop), è una cometa non periodica scoperta dall'astronomo James Dunlop.